# MSCI
MSCI Inc. (ehemals Morgan Stanley Capital International und MSCI Barra) ist ein in New York City ansässiger US-amerikanischer Finanzdienstleister, der Finanzdienstleistungen vor allem für das Investment Banking anbietet. Dies umfasst neben internationalen Aktienindizes auch Portfolio- und Risiko-Analysen sowie Forschung.

## Geschichte

Historisches Logo

Historisches Logo

Im Jahr 1968 veröffentlichte Capital International die ersten globalen Aktienindizes. Diese wurden von Morgan Stanley im Jahr 1986 lizenziert und unter dem Namen Morgan Stanley Capital International veröffentlicht. 1998 wurde MSCI Inc. von Morgan Stanley und Capital International gegründet. 2004 wurde Barra von MSCI übernommen. MSCI wurde 2007 an der New York Stock Exchange gelistet. 2009 trennte sich Morgan Stanley vollständig von MSCI. 2010 kaufte MSCI Riskmetrics und Measurisk. 2012 wurde IPD Investment Property Databank erworben.

## Indizes
MSCI gibt eine Vielzahl verschiedener Aktienindizes heraus, die nach unterschiedlichen Kriterien zusammengesetzt werden, zum Beispiel nach Ländern oder Regionen und nach der Marktkapitalisierung von Aktien (Large Cap, Mid Cap, Small Cap) oder nach sozialer Nachhaltigkeit (Socially Responsible Investing) und zusätzlich nach ökologischer Nachhaltigkeit (Environmental, Social & Governance). Sie werden von vielen Investmentfonds und privaten Anlegern als Benchmark (Vergleichsmaßstab) für die Entwicklung der Rendite eines Portfolios verwendet oder es werden Indexfonds auf sie angelegt.
Ein wichtiges Kriterium ist auch der wirtschaftliche Entwicklungsstand eines Landes: Industrieländer (developed markets) werden von Schwellenländern (emerging markets) und Entwicklungsländern an der Grenze zu Schwellenländern (so genannte Grenzmärkte; englisch frontier markets) unterschieden. Meist werden mehrere dieser Kriterien herangezogen, zum Beispiel für den wichtigen MSCI World Index sowohl der Entwicklungsstand (nur Industrieländer) als auch die Marktkapitalisierung (nur Large- und Mid-Cap-Aktien). Ziel ist es jeweils, die Kursentwicklung von ca. 85 % der frei handelbaren Aktien des entsprechenden Anlage-Universums nachzuzeichnen (die Regionen usw. der länderübergreifenden Indizes werden in den Factsheets irreführend als countries, also Länder, bezeichnet).
Die bekanntesten Indizes von MSCI sind:
- MSCI World: globaler Index mit Aktien aus 23 Industrieländern[2];
- MSCI USA: Aktien von Unternehmen mit Sitz in den Vereinigten Staaten;
- MSCI Europe: Aktien aus 15 europäischen Industrieländern;
- MSCI Emerging Markets: Aktien aus 24 Schwellenländern;
- MSCI ACWI (All Country World Index): Aktien aus den 47 Ländern des MSCI World und des MSCI Emerging Markets;
- MSCI EAFE (Europe, Australasia, Far East): die Industrieländer aus dem MSCI World ohne Nordamerika (Kanada, USA);
- MSCI FM: Aktien aus 28 weiteren Ländern an der Grenze zu Schwellenländern.

Der Stammindex wird in der Regel auf Dollar-Basis berechnet, sie werden aber auch in anderen Währungen angeboten, die durch Devisenterminkontrakte auf Sicht eines Monats gegen Schwankungen der Fremdwährungen abgesichert sind, z. B. „EUR hedged“. Die Stammindizes verstehen sich darüber hinaus als reine Kursindizes, es gibt sie auch als Performance-Indizes, also mit eingerechneten und reinvestierten Dividenden und Sonderzahlungen, diese teilweise auch bereinigt um die Quellensteuer. Es hat sich in der Vergangenheit gezeigt, dass sich Indizes in der Regel besser entwickeln, wenn die Aktien nicht nach Marktkapitalisierung, sondern alle gleich gewichtet sind („equal weight“), so dass sie auch in dieser Form angeboten werden.
Zu den größeren Stammindizes gibt es zurzeit (2021) acht Faktorindizes, deren Aktien nach bestimmten – öffentlich nur allgemein kommunizierten – Kriterien ausgewählt werden und die in der Vergangenheit eine überdurchschnittliche Kursentwicklung verzeichnen konnten:
- Low volatility: Aktien mit geringen Kursschwankungen
- Yield: Unternehmen mit langfristig stabilen Erträgen und Dividenden
- Momentum: Aktien mit überdurchschnittlicher Kursentwicklung in der jüngeren Vergangenheit
- Quality: Substanzwerte mit geringer Verschuldung, stabilen Erträgen „und anderen Qualitätsmerkmalen“ (O-Ton)
- Equal size: alle Aktien gleichgewichtet (d. h. nicht nach Marktkapitalisierung)
- Growth: stark wachsende Unternehmen mit guten Zukunftsperspektiven (auf Basis der in den Geschäftsberichten kommunizierten Gewinnerwartungen und Analystenschätzungen)
- Value: unterbewertete Aktien (auf Basis der Fundamentaldaten im Vergleich zu den Mitbewerbern)

All dies geschieht, damit die Fondsgesellschaften als Kunden von MSCI entsprechende Fonds und ETF auflegen können.
Jede Aktiengesellschaft wird gemäß dem von MSCI und Standard & Poor’s entwickelten Global Industry Classification Standard (GICS) nach ihrer Hauptgeschäftstätigkeit genau einem dieser 11 Sektoren zugeordnet, für die in der Regel auch eigene Sektoren- und darüber hinaus teilweise Branchen-Indizes berechnet werden:
- Energy (Gewinnung, Raffinierung und Vertrieb fossiler Energieträger, dazugehörige Ausrüster und Dienstleister)
- Materials (Chemie-Industrie [ohne Haushaltschemie], Baustoffe, Behältnisse und Verpackungen, Metalle und ihre Gewinnung, Papier und andere Holzprodukte)
- Industrials (kommerzielle Investitionsgüter inkl. Nutzfahrzeuge, dazugehörige Dienstleistungen, Transport-Unternehmen)
- Consumer Discretionary („Nicht-Basiskonsumgüter“: Pkw und Zulieferer, Kleidung inkl. Luxuswaren, Waren für die Freizeitgestaltung, Verbraucher-Dienstleistungen inkl. Hotels, Restaurants und Reise-Anbieter, zu all diesem gehörige Dienstleister und Händler inkl. Internet-Händler)
- Consumer Staples („Basiskonsumgüter“: Handel und Produktion von Nahrungsmitteln inkl. frei verkäufliche Medikamente und Tabakwaren, Haushaltswaren inkl. Reinigungs- und Pflegeprodukte)
- Health Care (Medizinische Ausrüstung und Dienstleistungen, Pharmazie, Biotechnologie und Biowissenschaften)
- Financials (Banken, weitere Finanzdienstleistungen inkl. Börsen, Rating-Agenturen, Holdings usw., Versicherungen)
- Information Technology (Software und dazugehörige Dienstleistungen, Hardware-Herstellung und Ausrüstung, Halbleiter-Produktion)
- Communication Services (Telekommunikation, Medien- und Unterhaltung)
- Utilities (Energie- und Gasversorger inkl. Produzenten alternativer Energien, integrierte Versorger, Wasserversorger)
- Real Estate (Immobiliengesellschaften inkl. Real-Estate-Investment-Trusts, dazugehörige Dienstleister)

Darüber hinaus bietet MSCI sektorübergreifende Themenindizes zu Megatrends an. Derzeit (2024) zählen dazu unter anderem Robotik und Künstliche Intelligenz, Cybersecurity, erneuerbare Energien, Biotechnologie oder die Mobilität der Zukunft. Nicht für alle Themen gibt es in Deutschland zugelassene Fonds.
Auch bietet MSCI eine Reihe von Scharia-konformen Indizes, z. B. den MSCI World Islamic Index, an. Sharia-konforme Indizes schließen Wertpapiere aus, die hinsichtlich ihrer Unternehmensaktivität oder Finanzkennzahlen nicht im Einklang mit den religiösen Regeln des Islam stehen (siehe Islamisches Finanzwesen).
Auch für Anleihen gibt MSCI eine Vielzahl von Indizes heraus, differenziert nach Regionen, Ländern, Restlaufzeit, Bonität und/oder Typ (z. B. Staats-, Unternehmens-, Hypotheken-, Wandelanleihen usw.).